# Necropoli di Tarquinia
Necropoli di Tarquinia este o arie protejată (arie specială de conservare — SAC, sit de importanță comunitară — SCI) din Italia întinsă pe o suprafață de 191 ha, integral pe uscat.

## Localizare
Centrul sitului Necropoli di Tarquinia este situat la coordonatele 42°14′36″N 11°47′10″E / 42.243333°N 11.786111°E.

## Înființare
Situl Necropoli di Tarquinia a fost declarat sit de importanță comunitară în iunie 1995 pentru a proteja 5 specii de animale. Situl a fost protejat și ca arie specială de conservare în decembrie 2016.

## Biodiversitate
Situată în ecoregiunea mediteraneană, aria protejată nu include niciun habitat protejat.
La baza desemnării sitului se află mai multe specii protejate de  mamifere (5): liliac cu aripi lungi (Miniopterus schreibersii), liliac cu picioare lungi (Myotis capaccinii), liliac comun (Myotis myotis), liliacul mare cu potcoavă (Rhinolophus ferrumequinum), liliacul mic cu potcoavă (Rhinolophus hipposideros).